# Schriften des Hinduismus

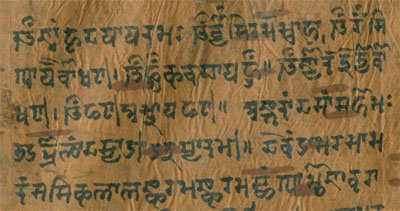
Seite eines Manuskriptes des kaschmirischen Shivaismus

Schriften des Hinduismus bezeichnet die Literatur des Hinduismus, die in den hinduistischen Traditionen eine religiöse Funktion hat. Neben schriftlichen Zeugnissen gibt es auch mündlich tradierte Texte. Diese Schriften und Texte haben z. B. eine rituelle Funktion, enthalten religiöse Ideen und Konzepte, und viele von ihnen werden als heilig angesehen. Der Ausdruck heilige Schriften ist nicht hinduistisch und entstammt einer westlichen Terminologie.
Die als heilig geltenden Schriften und mündlich überlieferten Texte bilden keine einheitliche Gruppe. Gemeinsam ist ihnen, dass religiöse Gruppen sie als heilig ansehen. Sowohl die Form als auch Inhalte und Verwendung unterscheiden sich dabei in den verschiedenen Gruppierungen.
Im Hinduismus gibt es unterschiedliche Klassifizierungen von Schriften. Das bedeutet, die Einordnung unter bestimmte Kategorien ist nicht einheitlich. Zudem können viele Schriften nicht datiert werden. Viele wurden noch nicht ediert, und auch Übersetzungen in westliche Sprachen liegen oft nicht vor.

## Geschichte
Die Schriften des Hinduismus werden nach den religionsgeschichtlichen Epochen eingeteilt. Die vedische Epoche dauerte ca. von 1750 bis 500 v. Chr., die Epoche des asketischen Reformismus von ca. 500 bis 200 v. Chr., die Epoche des klassischen Hinduismus von ca. 200 v. Chr. bis ca. 1100 n. Chr., die Epoche des Sekten-Hinduismus von ca. 1100 bis 1850 n. Chr. und der moderne Hinduismus entstand ab 1850.

### Sanskrit-Schriften und Schriften in Volkssprachen
Hinduistische Schriften wurden, neben der Sanskrit-Literatur, in allen indischen Sprachen in großem Umfang geschrieben. Die ersten in Volkssprachen überlieferten Texte stammen aus der Bhakti-Bewegung, da hier die brahmanischen Rituale und brahmanische Sanskrit-Texte in Bezug auf die Religiosität keine große Bedeutung mehr hatten. Es handelt sich bei diesen Texten um tamilische Dichtung des 6. Jahrhunderts, doch ist anzunehmen, dass schon früher volkssprachliche Schriften vorlagen.
Viele Schriften des Hinduismus liegen in Versen vor, jedoch gibt es auch viele Prosatexte. Mantras des Yajurveda und die Brahmanas beispielsweise liegen in Prosa vor. Es handelt sich bei diesen Texten um die ersten Prosatexte Indiens.
Eine häufig verwendete Versform sind die Shlokas. Diese enthalten 32 Silben in vier Strophen.
In der Literatur der Volkssprachen wurde der größte Teil in Versen geschrieben, z. B. die Bhakti-Dichtung. Erst ab dem 19. Jahrhundert wurde auch Prosa verwendet. Um 1816 veröffentlichte Rammohan Roy Prosa-Texte, die sich mit religiösen Fragestellungen befassten, auf Englisch und in Bengali. Auch andere Schriftsteller, wie etwa der vishnuitische Sektengründer Swaminarayan und der Reformer Dayananda Saraswati, verfassten dann Texte zu religiösen Fragestellungen.

### Shruti und Smriti

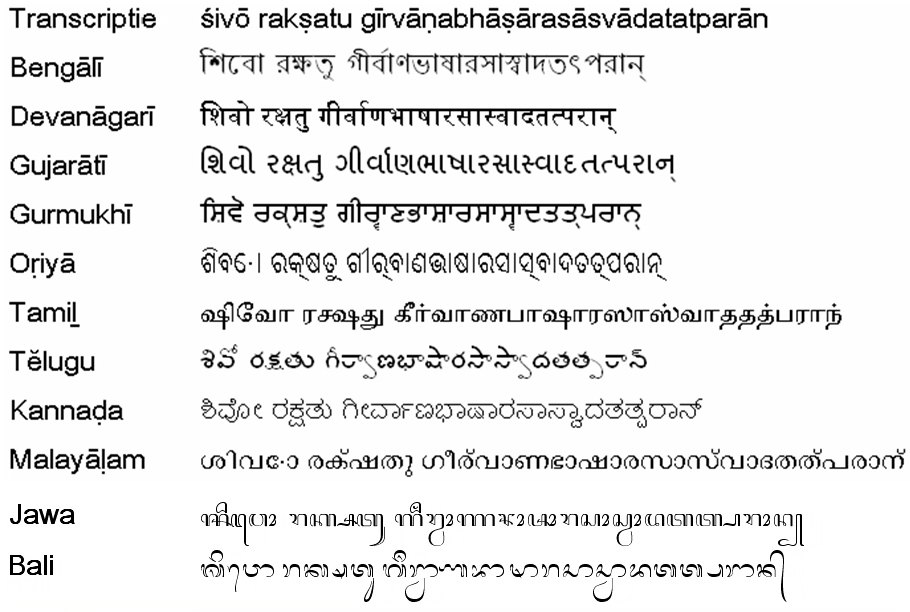
Verschiedene indische Schriftarten

Shruti und Smriti sind Kategorien, die auf Friedrich Max Müller zurückgehen und in Bezug auf Linguistik und aus formalen Gründen eine vereinfachte Einordnung darstellen. Trotzdem wird diese auch heutzutage noch verwendet.
Shruti bezeichnet die Veden, die als Offenbarungen an Rishis gelten. Smriti bezeichnet die späteren Schriften, die von Menschen geschrieben wurden.
Da der Umfang der Veden nicht einheitlich festgelegt ist, bezeichnet Shruti teilweise auch nicht-vedische Texte, z. B. buddhistische und jainistische Texte.
Smriti umfassen nach bestimmten Einordnungen z. B. das Mahabharata, das Ramayana, Dharmashastras, die Puranas, Agamas und tantrische Schriften. Andere Ordnungen zählen die gesamte nachvedische Sanskrit-Literatur zu Smriti. Manchmal werden auch nur die Vedangas dazugezählt.

### Schriften des asketischen Reformismus
Mit dem Aufkommen des Mittelindischen (6. Jahrhundert v. Chr. bis 11. Jahrhundert) veränderten sich die hinduistischen Schriften. Neu waren die Sutras, die auf die Shruti-Schriften Bezug nehmen. Sutras sind Leitfäden, die das vedische Opfer ausdeuten, erweitern und in eine Systematik fassen. Diese Sutren werden zu den Vedangas gezählt, den "sechs Gliedern des Veda", ihr Ursprung ist jedoch größtenteils nachbuddhistisch. Die Vedangas sind der Ursprung der indischen Wissenschaften. Auch Brahmanas, Aranyakas und Upanishaden wurden in dieser Zeit schriftlich niedergelegt, sie haben jedoch ihre Wurzeln in der vedischen Epoche.
Kalpasutras beinhalten häufig Vorschriften für Brahmanen und handeln von den Opferritualen. Srautasutras handeln ebenfalls von Opferritualen und spezielle Sutras wie Sulvasutras enthalten z. B. auch Anleitungen für die Anlage von Opferplätzen. Grhyasutras enthalten Vorschriften für häusliche Rituale und Pflichten, Dharmasutras behandeln allgemein Recht und Sittlichkeit.

### Schriften des klassischen Hinduismus
Der klassische Hinduismus bezeichnet eine Epoche, in der sich die klassische Sanskrit-Literatur entfaltete.
Die Puranas dieser Epoche enthalten Mythologie, Hagiographien, Kosmologie, Genealogien, wissenschaftliche, historische und rechtliche Schriften. Des Weiteren enthalten sie beispielsweise auch Texte zu Musik, Tanz, Ikonographie und Astrologie. Die Ursprünge der Puranas sind oral, schriftlich niedergelegt wurden sie hauptsächlich ab der Gupta-Zeit. Die Puranas sind in Indien in vielen Versionen und Varianten vorzufinden, so dass eine genaue Datierung nicht möglich ist.
Die Puranas sind in metrischem Sanskrit verfasst und bilden die wichtigste Quelle zur indischen Mythologie. Sie sind bereits vom Sekten-Hinduismus geprägt und zumeist erscheint einer der Hauptgötter als wichtigstes Thema.
In dieser Epoche entstanden auch im Kreis gebildeter Brahmanen komplexe Schriften zur Ästhetik von Kunst, Musik, Dichtung und Tanz und an den Höfen wurden Theaterstücke, Dichtung und Romane gefördert. Gleichfalls entstanden hier Sinnsprüche, Erzählungen und Fabeln, die teilweise zum Unterricht gedacht waren. Die Brahmanen hatten zu dieser Zeit bereits die Deutungshoheit über Religion, Philosophie, Kunst und Wissenschaften und sie sammelten Mythen, Volkserzählungen und Märchen und verfassten bestimmte Dichtungen.
Für andere Schriften, die in großem Umfang aus dieser Zeit stammen und die in großer Fülle vorliegen, waren bereits nicht mehr ausschließlich Brahmanen die Verfasser. Neben den Puranas entstanden z. B. Hymnen (z. B. Stotras), Agamas, Leitfäden und Handbücher (Shastras, Sutras), Tantras, Samhitas, Mahatmyas und eine Fülle anderer Schriften.
In der Zeit des klassischen Hinduismus entstanden Kulte um einzelne Götter wie Shiva, Krishna, Vishnu oder einzelne Göttinnen. Die entsprechenden Schriften sind theistisch ausgerichtet und werden rezitiert und als Gesang darboten. Solche Gemeinschaften sind zum Beispiel die Alvars, die Bhagavats, Shaivasiddhanta und der kaschmirische Shivaismus. Die Schriften dieser Sekten richteten sich gegen den Veda als (alleinige) Autorität, dagegen betonen sie die Einweihung (Diksha) und die spirituelle Praxis (Sadhana).

### Schriften des Sekten-Hinduismus
Sekten-Hinduismus bezieht sich auf Richtungen des Hinduismus, die ab dem 10. Jahrhundert vermehrt aufkamen. Die Schriften der Gefolgschaften und Sekten sind zu großen Teilen in Volkssprachen und nicht in Sanskrit verfasst und beziehen sich häufig auf lokale Traditionen und Anhängerschaften. Die Virashaivas beispielsweise verfassten ihre Werke in der südindischen Sprache Kannaresisch. Eine andere Besonderheit dieser Epoche ist, dass Heilige und Dichter meist keine Brahmanen mehr sind und ihre Texte oft gegen die Veden gerichtet sind. Gleichfalls wurden viele Sanskrit-Texte in Volkssprachen nachgedichtet.
Die Brahmanen dieser Zeit hingegen verfassten Kommentare der heiligen Schriften und entwickelten eine kunstvolle dogmatische und systematische Literatur, die Philosophie und Wissenschaften voranbrachten.
Textgattungen, die vor dieser Epoche kaum vorlagen, sind Kompendien und Historiographie. Erste an der politischen Realität ausgerichtete Geschichtsschreibung und in Chroniken und Legenden vorkommende glorifizierte Lokalgeschichtsschreibung entstanden. Ab dem 11. Jahrhundert wurden dann Systematiken geschaffen, mit denen die Brahmanen ihr Wissen mit den älteren Schriften neu zusammenstellten und bedeutende Kommentatoren diese auslegten.

### Schriften des modernen Hinduismus
Mit der britischen Besatzung entstand durch den Buchdruck ab Mitte des 19. Jahrhunderts eine große Fülle von Literatur, die auch zu großen Teilen in Englisch geschrieben wurde. So sind z. B. die meisten Schriften des Neohinduismus und der Bewegungen um Gurus in Englisch verfasst. Veröffentlichungen von beispielsweise Gandhi, Vivekananda und S. Radhakrishnan in Englisch führten auch zu einem nicht-lokalen und nicht von Sekten geprägten Verständnis des Hinduismus.
Allgemein gibt es in der Literatur des modernen Hinduismus auch Tendenzen zur Verwestlichung und Säkularisierung.

## Populäre Schriften

### Kavyas
Eine wichtige Literaturform sind die Kavyas, häufig als Poesie (s. Sanskrit-Literatur) übersetzt, jedoch können Kavyas auch in Prosa vorliegen. Kavyas werden zwar nicht als heilige Schriften angesehen, jedoch gehören sie der hinduistischen Literatur an. Kavyas kommen in vielerlei Form vor, z. B. als Theaterstücke, Novellen oder in Versen gedichtete Epen. Kavyas erfordern eine hohe literarische Bildung und sind stilistisch besonders elaboriert und ornamentiert. Kavyas enthalten zumeist Teile der indischen Mythologie und beginnen mit Gebeten und Anrufungen von Gottheiten. Einige berühmte Kavyas wie das Gitagovinda oder das Karnandana gehören dem devotionalen Hinduismus an und andere wie Kalidasas Kumarasambhava beziehen sich auf die Mythologie, hier die Geburt von Skanda.
Ein besonders herausragendes Kavya ist das Kuncitanghri-stava von Umapati Shivacarya. Hier handelt es sich um eine Hymne, die Shiva Natarajas gebogenen Fuß besingt. Die Hymne entstand um 1300 und enthält 313 Strophen. Diese Strophen beziehen sich auf mythologische, philosophische und theologische Ideen und jeder Vers enthält einen Refrain, der Shivas im Tanz gehobenen Fuß preist.

### Stotras
Stotras sind religiöse Texte des Hinduismus, die gesungen oder rezitiert werden. Stotras sind Sanskrit-Hymnen, die oft ein vereinfachtes Sanskrit verwenden. Die Stotras enthalten häufig Reime, Metren und einen Refrain. Die Texte stellen zumeist Hymnen dar, die eine Gottheit verehren, andere preisen Heilige, z. B. Shankara. Bekannte Stotras sind die Lieder des Gitagovinda.
Nama-Stotras stellen Listen von Namen, Eigenschaften, Attributen und Beschreibungen einer bestimmten Gottheit dar. Diese werden oft in Tempeln rezitiert. Nama-Stotras sind beispielsweise im Brahmanda-Purana enthalten.

### Kommentare
Im Schrifttum des Hinduismus liegen unzählige Kommentare zu wichtigen religiösen Schriften vor. Einige beziehen sich nur auf die Erklärung schwieriger Wörter, andere kommentieren ganze Texte. Berühmte Kommentare sind z. B. die Shankaras zu den Upanishaden oder Sayanas Kommentar zu den Veden. In solchen Kommentaren wird jedes einzelne Wort beachtet. Zu vielen Texten wie den Brahmasutras oder der Bhagavadgita liegen unterschiedliche Kommentare vor, die auch den Sinn haben, andere Deutungen zu diskutieren und zu widerlegen. Kommentare sind nicht nur in Sanskrit geschrieben, sondern auch in den Volkssprachen und werden teilweise mündlich tradiert.